# Burg Schefoldseck
Die Burg Schefoldseck ist eine abgegangene Höhenburg auf 580 m ü. NN 3200 Meter nördlich von Winterstettenstadt und 700 Meter südlich der Kapelle des Ortsteils Grodt der Gemeinde Ingoldingen im Landkreis Biberach in Baden-Württemberg.
Die Burg wurde vermutlich von den Herren von Grodt im 13. Jahrhundert erbaut, sie wurden 1267 erwähnt. Ehemaliger Besitzer war auch Konrad von Moosheim. Von der ehemaligen Burganlage in Hangkantenlage ist noch der Burghügel und ein bogenförmiger Burggraben erhalten.